# Geronimo Villanueva
Geronimo Villanueva (Mendoza, 9 aprile 1978) è un astronomo argentino.
È nato il 9 aprile 1978 a Mendoza, Argentina e, oltre alla cittadinanza argentina, ha anche quella italiana e statunitense. Ha conseguito la laurea e il master all’Universidad de Mendoza, dopodiché ha effettuato il dottorato al Max‑Planck Institute for Solar System Research e all’Università di Friburgo, completandolo nel 2004.
Attualmente Lavora alla NASA presso il Goddard Space Flight Center (GSFC) come Associate Director for Strategic Science nella Solar System Exploration Division. È specializzato in spettroscopia ad alta risoluzione per analizzare atmosfere planetarie, comete e mondi oceanici (Europa, Encelado), nonché esopianeti.
È Principal Investigator dello Planetary Spectrum Generator (PSG), uno strumento online ampiamente utilizzato (fino a 1 milione di accessi al mese) per simulazioni spettrali.
Tra i suoi principali contributi possiamo ricordare:
- contributo allo sviluppo dello spettrometro ad alta risoluzione a bordo di SOFIA durante il dottorato;
- la prima mappatura del rapporto isotopico D/H dell’acqua su Marte, contribuendo a ipotizzare un antico oceano marziano;
- la prima rilevazione del rapporto D/H in una cometa periodica;
- amalisi approfondite su composti organici nell’atmosfera marziana;
- lo sviluppo di modelli avanzati di trasferimento radiativo non‑LTE e database molecolari utilizzati per analizzare miliardi di righe spettrali.

## Riconoscimenti
- Nel 2015 ha ricevuto il prestigioso Urey Prize dalla Division for Planetary Sciences dell'American Astronomical Society, riconoscimento assegnato a giovani scienziati per risultati eccezionali in scienze planetarie.[1]
- Nel 2023 ha ricevuto il Lindsay Memorial Award dalla NASA per i suoi contributi alla scienza spaziale.